# Pardosa songosa
Pardosa songosa är en spindelart som beskrevs av Benoy Krishna Tikader och C.L. Malhotra 1976. Pardosa songosa ingår i släktet Pardosa och familjen vargspindlar. Inga underarter finns listade i Catalogue of Life.